# Gibraltar Erbstolln
Der Gibraltar Erbstolln, auch Gibraltar Erbstollen, ist ein ehemaliger Erbstollen im Bochumer Stadtteil Stiepel. Der Stollen wurde vermutlich schon im 18. Jahrhundert von der Zeche Gibraltar angelegt. Der Stollen ist seit dem Jahr 1897 in der Niemayerschen Karte verzeichnet. Der Gibraltar Erbstolln war gemäß den Akten des Bergamtes einer der bedeutendsten Erbstollen im märkischen Bergamtsbezirk. Der Erbstollen gehörte zum Geschworenenrevier Westlich Witten. Obwohl im Erbstollen auch Steinkohle gefördert wurde, diente er jedoch vorrangig der Ableitung der Grubenwässer aus den erschlossenen Grubenfeldern.

## Geschichte

### Die Anfänge
Am 6. Mai des Jahres 1778 wurde das Längenfeld Schottland verliehen. Am 23. November 1780 wurde das Längenfeld Clemens verliehen, am 2. Februar 1781 das Längenfeld Johannes und am 20. Dezember 1782 wurde das Längenfeld Mastbaum (auch Maßbaum) verliehen. Nach Verleihung des Längenfeldes Gibraltar am 11. Januar 1786 wurde mit dem Betrieb begonnen. Bereits vor dem Jahr 1796 wurde der Stollen wieder außer Betrieb genommen. Am 31. Dezember des Jahres 1803 wurde zum Aufschluss der Berechtsamen das Erbstollenrecht verliehen. Im Dezember des Jahres 1830 erfolgte die Wiederinbetriebnahme und der Erbstollen wurde in Richtung Norden aufgefahren. Das Stollenmundloch des Erbstollens lag am Nordufer des Kemnader Stausees im Bereich der heutigen Schiffsanlegestelle Oveney in einer Höhe von 75 Metern über Normalnull. Im Jahr 1838 wurde ein Kohlenmagazin an der Ruhr angelegt. Im Jahr 1839 konsolidierten die Berechtsamen Clemens, Mastbaum, Johannes, Schottland und Gibraltar zur Zeche Gibraltar Erbstolln, im selben Jahr wurde erneut das Erbstollenrecht verliehen. Im Jahr 1842 konnten durch den Erbstollen keine ergiebigen Flözpartien gelöst werden. Am 8. Mai des Jahres 1844 wurden drei Geviertfelder als Beilehn Gibraltar auf die Flöze Eugen, Alexander und Diokletian verliehen.

### Die weiteren Jahre
Im Jahr 1845 wurde ein Stollen in nördlicher Richtung im Schieferton aufgefahren. Bei der Auffahrung kam es zu starken Wasserzuflüssen. Der Stollen erreichte eine Auffahrungslänge von 508 Lachter. Im Ort No. 1 nach Osten wurden im bis zu 20 Einheit verschmälerten Flöz Kohlen gewonnen. Die östlich vom Stollen im Flöz No. 9 aufgefahrene Grundstrecke hatte einen Sprung im Liegenden angefahren. Die in den Örtern gewonnenen Kohlen wurden mittels Zehnscheffel-Wagen aus dem Stollen gefördert. Im Jahr 1847 erreichte der Erbstollen eine Länge von 580 Lachtern. Am 15. Mai des Jahres 1849 wurde das Geviertfeld Citadelle und am 12. September 1850 das Geviertfeld Fortifaktion als Beilehn verliehen. Im Jahr 1855 erreichte der Erbstollen eine Länge von 1430 Metern, die spätere Endlänge des Erbstollens betrug 2000 Meter. Zu dieser Zeit wurde in fünf Flözen mit unterschiedlichen Mächtigkeiten abgebaut. Das niedrigste Flöz hatte eine Mächtigkeit von 28 Zoll. Die größte Mächtigkeit eines Flözes lag bei 74 Zoll, zwei weitere Flöze waren 38 bzw. 65 Zoll mächtig und bei einem Flöz schwankte die Mächtigkeit zwischen 28 und 54 Zoll. Aufgrund von Niedrigwasser in der Ruhr fand im Jahr 1857 kaum Abbau statt. In den Jahren 1858 und 1863 wurde neben Steinkohle auch Kohleneisenstein abgebaut. Im Laufe des Jahres 1863 wurde der Erbstollen in Fristen gesetzt. Am 18. März des Jahres 1865 kam es mit weiteren Zechen zur Konsolidation zur Zeche Vereinigte Gibraltar Erbstollen. Die Zeche Vereinigte Gibraltar Erbstollen nutzte den Stollen lange Jahre als Förderstollen, nach Stilllegung dieser Zeche wurde der Gibraltar Erbstolln nicht mehr weiter unterhalten.

### Förderung und Belegschaft
Im Grubenfeld des Gibraltar Erbstollens wurden überwiegend sogenannte Esskohlen abgebaut. Die ersten bekannten Belegschaftszahlen des Bergwerks stammen aus dem Jahr 1830, damals waren sieben Bergleute mit der Auffahrung des Erbstollens beschäftigt. Die ersten bekannten Förderzahlen des Bergwerks stammen aus dem Jahr 1833, es wurden 87.370 Scheffel Steinkohle gefördert. Im Jahr 1835 wurden 52.262 Scheffel Steinkohle gefördert. Im Jahr 1838 wurden 47.415½ preußische Tonnen Steinkohle gefördert. Im Jahr 1840 sank die Förderung auf 11.076¼ preußische Tonnen. Im Jahr 1845 wurden 106.836 Scheffel Steinkohle gefördert. 1847 wurden 28.647 Scheffel Steinkohle gefördert, die Belegschaftsstärke schwankte in diesem Jahr zwischen 17 und 41 Bergleuten. Die letzten bekannten Förder- und Belegschaftszahlen des Bergwerks stammen aus dem Jahr 1855, als mit 123 Bergleuten 71.234 preußische Tonnen Steinkohle gefördert wurden.

## Heutiger Zustand
Das Stollenmundloch des Erbstollens ist heute noch erhalten. Es befindet sich am Rundweg um den Kemnader See in unmittelbarer Nähe zum erhaltenen Hauptgebäude der Zeche Gibraltar. Trotz Aufstauung des Sees befindet sich das Mundloch heute oberhalb der Wasserlinie.